# 中国人民解放军空军纪律检查委员会
中国共产党中国人民解放军空军纪律检查委员会，与中国人民解放军空军监察委员会合署办公，简称空军纪委监委，是中国人民解放军空军机关职能部门，负责中国人民解放军空军纪检监察工作。

## 沿革
1949年11月9日，中共中央发出《关于成立中央及各级党的纪律检查委员会的决定》。1954年5月，成立中国共产党中国人民解放军空军纪律检查委员会。
1955年12月，改为中国共产党中国人民解放军空军监察委员会。
1969年4月，中国共产党第九次全国代表大会通过的《中国共产党章程》取消了党的监察机关的条款，撤销了各级监察委员会。
1977年8月，中国共产党第十一次全国代表大会通过的《中国共产党章程》设置党的纪律检查委员会的条款。1979年1月，经中央军委批准，中国共产党中国人民解放军空军纪律检查委员会成立。1983年12月、1988年12月、1993年12月，先后召开中共中国人民解放军空军第六、第七、第八次代表大会，分别选举产生新一届空军纪律检查委员会。
2016年，在深化国防和军队改革中，中国人民解放军空军设中国人民解放军空军纪律检查委员会，作为空军机关职能部门。
2018年3月，第十三届全国人民代表大会第一次会议通过《中华人民共和国监察法》，正式设立各级国家监察机关。《监察法》第六十八条规定：“中国人民解放军和中国人民武装警察部队开展监察工作，由中央军事委员会根据本法制定具体规定。”改革后，解放军空军机关设中国人民解放军空军纪律检查委员会（中国人民解放军空军监察委员会），空军纪委监委机关合署办公。”

## 机构设置
- 纪律检查局

……

## 历任领导
| 中国共产党中国人民解放军空军纪律检查委员会书记 - 吴法宪 中将（1954年5月—1955年12月） | 中国共产党中国人民解放军空军纪律检查委员会副书记 - 王辉球 中将（1954年5月—1955年12月） |

| 中国共产党中国人民解放军空军监察委员会书记 - 吴法宪 中将（1955年12月—1959年4月） - 王辉球 中将（1959年4月—1969年4月） | 中国共产党中国人民解放军空军监察委员会副书记 - 王辉球 中将（1955年12月—1959年4月） - 王秉璋 中将（1955年12月—1959年4月） - 谭家述 中将（1957年6月—1962年9月） - 林接标 少将（1959年4月—1961年3月） - 王平水 少将（1961年3月—1967年2月） - 何廷一 少将（1962年9月—1967年1月） |

| 中国共产党中国人民解放军空军纪律检查委员会书记 - 高厚良（1979年1月—1985年7月，空军政治委员兼） - 刘世昌（1985年8月—1988年2月） - 许乐夫 空军中将（1988年4月—1990年4月，空军副政治委员兼） - 高兴民 空军中将（1990年12月—1993年12月，空军副政治委员兼） - 杨英昌 空军中将（1993年12月—1997年11月，空军副政治委员兼） - 徐承栋 空军中将（1997年11月—2003年12月，空军副政治委员兼） - 刘亚洲 空军中将（2003年12月—2009年12月，空军副政治委员兼） - 王晓龙 空军中将（2009年12月—2015年7月，空军副政治委员兼） | 中国共产党中国人民解放军空军纪律检查委员会副书记 - 黄立清（1979年1月—1982年11月，空军副政治委员兼） - 何廷一（1979年1月—1985年7月，空军副司令员兼） - 袁正元 空军少将（1983年11月—1988年7月） - 陈潜 空军少将（1988年12月—1993年12月，空军政治部副主任兼） - 黄新 空军少将（1993年12月—1997年7月，空军政治部副主任兼） - 邓昌友 空军少将（1997年7月—11月，空军政治部副主任兼） - 邓铜山 空军少将（1998年12月—2003年12月，空军政治部副主任兼） - 房建国 空军少将（2003年12月—2007年6月，空军政治部副主任兼） - 林红松 空军少将（2008年2月—2010年，空军政治部副主任兼） …… |

| 中国人民解放军空军纪律检查委员会书记 - 宋琨 空军中将（2016年2月—2018年3月） | 中国人民解放军空军纪律检查委员会副书记 - 卫明 空军少将（2016年—2018年3月） |

| 中国人民解放军空军纪律检查委员会书记（监察委员会主任） - 宋琨 空军中将（2018年3月—2018年12月） - 王成男 空军中将（2019年12月—2020年9月） - 陈辉 空军中将（2020年9月—2021年8月） - 余永洪 空军中将（2021年8月—） | 中国人民解放军空军纪律检查委员会副书记（监察委员会副主任） - 卫明 空军少将（2018年3月—） |